# صهر ومضي

تطور دخول تقنية الصهر الومضي في صناعة النحاس.

الصهر الومضي  هي عملية صهر صناعية من أجل استخراج الفلزات من المعادن، وخاصة معادن الكبريتيدات؛ وتطبق بشكل خاص في إنتاج النحاس والنيكل.
طورت شركة أوتوكمبو هذه التقنية، واستخدمتها لأول مرة في سنة 1949 في منشأة هاريافالتا في فنلندا من أجل صهر خامات النحاس.